# Мапа Першинга
Мапа Першинга (англ. Pershing Map) була першим проектом національної мережі швидкісних автошляхів США. Велика кількість доріг, що були запропоновані у проекті, пізніше увійшли до Системи міжштатних магістралей.
Коли в Армії США зрозуміли, що вони не можуть задовольнити власні логістичні потреби під час Першої світової війни виключно з використанням залізничного транспорту, то почали організовувати автоконвої для постачання, перший з яких вирушив у 1917 році з Толідо, Огайо до Балтимора, Меріленд. Після відстеження важкої долі двомісячного руху Трансконтинентального автомобільного переходу (англ. Transcontinental Motor Convoy) у 1919 році потреба у покращенні інфраструктури стала ще очевиднішою.
У 1921 році новопризначений голова Бюро суспільних доріг (англ. Bureau of Public Roads), Томас МакДональд, зробив запит до армії щодо списку доріг "найвищої значимості на випадок війни." (англ. prime importance in the event of war) МакДональд мав Геологічний звіт, пізніше персонал Бюро ретельно перекреслив деталі армійського запиту і представив результат цієї роботи на великій, 9,8 метрів довжиною (32 фути) мапи планів армії на випадок війни. Генерал армій США Джон Першинг сам доповів щодо результатів Конгресу Сполучених Штатів у 1922 році з пропозицією, що стала згодом відома, як Мапа Першинга.

## Результати та сучасна критика
Більша частина з 126 000 км (78 000 миль) доріг, що були у запиті, з часом були побудовані з рядом доріг, що стали інтерстейтами. Пропозиція підкреслювала захист узбережжя та кордону з Мексикою і промислові потреби у часи інші аніж економічного розвитку з високим пріоритетом для доріг, що прямували до контрольних точок як Су Сейнт Мері (англ. Sault Ste. Marie), Мічиган проходячи поблизу усього Глибокого Півдня. Професор Стівен Датч зазначає, що таке маршрутування відображає технології та потреби військовиків після Першої світової війни. Родовища вугілля та порти для заліза були критичними для виробництва сталі, однак родовища нафти у Західному Техасі та Оклахомі не були настільки важливі в той час. Також з малим обсягом інфраструктури південна частина Флориди не була пріоритетною, оскільки жодна з армій, що висадилась би там у той час не мала можливостей для просування на північ.